# Алькампель
Алькампель (исп. Alcampell, кат. El Campell) — муниципалитет в Испании, входит в провинцию Уэска, в составе автономного сообщества Арагон. Муниципалитет находится в составе района (комарки) Ла-Литера. Занимает площадь 57,81 км². Население — 782 человека (на 2010 год).

## География

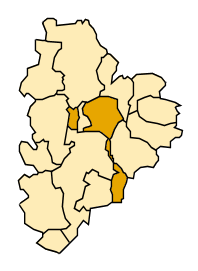
Расположение муниципалитета Алькампель в составе района Ла-Литера

Алькампель расположен в районе Ла-Литера и граничит с его муниципалитетами: Перальта-де-Каласанс, Баэльс, Альбельда, Альторрикон, Тамарите-де-Литера, Сан-Эстебан-де-Литера; с юга граничит с муниципалитетами района Сегрия: Альменар и Альмасельяс.
Муниципалитет также включает незаселённый эксклав Пелегриньон, отделённый от его основной территории эксклавом Рокафорт муниципалитета Сан-Эстебан-де-Литера.
В состав муниципалитета входит его центр — селение Алькампель и деревня Мипоркет (Miporquet) в южной части, остальные населённые пункты в настоящее время опустели (Монтанера, Виверс).
В муниципалитете находится приходская церковь святой Маргариты, построенная в 1664 году.
Местный праздник приурочен к 31 августа.
Среднегодовая температура — 13°, ежегодное количество осадков — около 480 мм.

## Экономика
Экономика муниципалитета представлена сельским хозяйством. Площадь пашни составляет около 4300 гектаров. Выращивают зерновые (пшеница, ячмень), люцерну, кукурузу, лён. В садоводстве основными культурами являются оливки, виноград, миндаль, персики, груши, абрикосы, сливы. Развито скотоводство, овцеводство, свиноводство.

## История
Первое упоминание Алькампель относится к 1098 году, в те времена это селение было во власти графов Урхель. Происхождение имени Алькампель является производным от каталонского и означает «малые поля».

## Население
| Год  | Численность | Численность   |
| ---- | ----------- | ------------- |
| 2001 | 901         | [ 6 ]         |
| 2002 | 890         | [ 7 ]         |
| 2003 | 868         | [ 8 ]         |
| 2004 | 849         | [ 9 ]         |
| 2005 | 846         | [ 10 ]        |
| 2006 | 827         | [ 11 ]        |
| 2007 | 821         | [ 12 ]        |
| 2008 | 796         | [ 13 ]        |
| 2009 | 793         | [ 14 ]        |
| 2010 | 782         | [ 15 ]        |
| 2011 | 762         | [ 16 ]        |
| 2012 | 746         | [ 17 ]        |
| 2013 | 724         | [ 18 ]        |
| 2014 | 707         | [ 19 ]        |
| 2015 | 697         | [ 20 ]        |
| 2016 | 678         | [ 21 ]        |
| 2017 | 671         | [ 22 ]        |
| 2018 | 652         | [ 23 ] [ 24 ] |
| 2019 | 631         | [ 25 ]        |
| 2020 | 623         | [ 26 ]        |
| 2021 | 627         | [ 27 ]        |
| 2022 | 623         | [ 28 ]        |
| 2023 | 624         | [ 29 ]        |
| 2024 | 639         | [ 2 ]         |